# هوهانس کارنه‌تسی
هُوْهانِس کارنه‌تسی (ارمنی: Հովհաննես Կարնեցի؛ انگلیسی: Yovhannes Karnetsi زادهٔ ۱۷۵۰ یا ۱۷۵۵ - درگذشته ۱۸۲۰)، شاعر، کاتب و آموزگار اهل ارمنستان بود.

## زندگی‌نامه
وی در ۱۷۵۰ یت ۱۷۵۵ در کارین به دنیا آمد  وی آثاری به دو زبان ارمنی و ترکی تألیف نموده‌است. وی در ۱۸۲۰ در حدود ۶۵ تا ۷۰ سن سالگی در کارین درگذشت.